# 羅彌高
羅彌高，字謙六，號仰山，贵州遵義人，清朝政治人物、同進士出身。

## 生平
雍正五年（1727年）丁未科進士，三甲一百三十六名，授文清吏選司主事，官至江西道監察監察御史，協理陝西、山西、浙江諸道監察。